# ياغي ماساو
ياغي ماساو (14 نوفمبر 1932- 4 مارس 1991) هو عازف بيانو ياباني كرّس نفسه لموسيقى الجاز الأمريكية في وقت مبكر جدًا من موجة الحماس الياباني لموسيقى الجاز. أصبح عضوًا في كوزي كوارتر في عام 1956 بعد رحيل توشيكو أكيوشي، وعزف بجانب ساداو واتانابي.

## وصلات خارجية
- ياغي ماساو على موقع IMDb (الإنجليزية)
- ياغي ماساو على موقع ميوزك برينز (الإنجليزية)
- ياغي ماساو على موقع أول موفي (الإنجليزية)
- ياغي ماساو على موقع أول ميوزيك (الإنجليزية)
- ياغي ماساو على موقع ديسكوغز (الإنجليزية)
- ياغي ماساو على موقع قاعدة بيانات الفيلم (الإنجليزية)
- ياغي ماساو على موقع ANN person (الإنجليزية)